# Озолс, Эгилс Мартынович
Эгилс Мартынович Озолс (Egils Ozols) (7 января 1932, Рига — 24 февраля 2019, Рига) — советский и латвийский государственный и партийный деятель. Член КПСС с 1959 года.
Окончил Латвийский государственный университет им. Петра Стучки (1956) (инженер-технолог) и Ленинградскую Высшую партийную школу (1965).
С 1956 года — технолог, начальник технического бюро, начальник цеха Рижского вагоностроительного завода. С 1965 года — работник органов партийно-государственного контроля Латвийской ССР, второй секретарь Пролетарского райкома Риги, с 1969 г. инспектор ЦК Компартии Латвии.
С 1970 года — председатель Лиепайского горисполкома.
С 1973 года — первый секретарь Лиепайского горкома Компартии Латвии.
С 1980 года — председатель Комитета народного контроля Латвийской ССР, затем с 1985 до 1988 г. заместитель Председателя Президиума Верховного Совета Латвийской ССР.
Кандидат в члены бюро ЦК Компартии Латвии. Депутат Верховного Совета Латвийской ССР восьмого, девятого, десятого и 11-го созывов. Делегат XXV и XXVI съездов КПСС.